# Astronia megalantha
Astronia megalantha är en tvåhjärtbladig växtart som beskrevs av Elmer Drew Merrill. Astronia megalantha ingår i släktet Astronia och familjen Melastomataceae. Utöver nominatformen finns också underarten A. m. campanulata.